# Non-Hodgkins lymfom

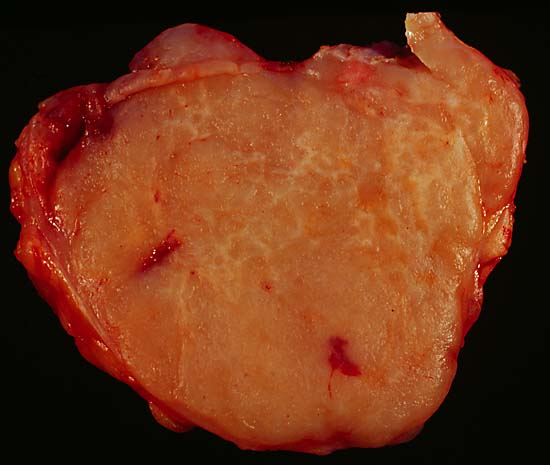
Non-Hodgkins lymfom.

Non-Hodgkins lymfom (NHL) är en typ av cancer. Lymfom är en allmän term för cancer som utvecklas i lymfsystemet. Hodgkins sjukdom är en typ av lymfom medan alla övriga kallas Non-Hodgkins lymfom. Eftersom lymfvävnad finns över hela kroppen kan lymfom starta nästan var som helst.

## Symptom
Det vanligaste symptomet vid NHL är en svullnad av lymfkörtlar i halsen och underarmarna. Denna ger dock inga smärtor. Buksmärtor, venösa tromboser och bronkobstruktion förekommer dock inte sällan vid NHL.

## Diagnos
Om NHL misstänks ska doktorn undersöka patientens lymfkörtlar, ta blodprov och skicka patienten till en vanlig röntgenundersökning, datortomografi eller MRT. Biopsi av lymfkörtlar ska också tas, för att fastställa vilken typ av lymfom det rör sig om. Det finns cirka 30 olika typer av NHL, vilka grovt kan indelas i högmaligna och lågmaligna lymfom. Man kan färga med monoklonala antikroppar för att se om lymfomet utgår från T-celler eller B-celler samt för att fastställa subtyp av lymfom.

## Behandling
Behandlingen vid lokaliserat lymfom består av strålbehandling. I synnerhet vid högmaligna lymfom minskas återfallsrisken av att först ge cytostatika innan strålbehandlingen. Rutin speciellt hos yngre patienter är därför att ge tre omgångar cytostatika före strålbehandling.
Icke lokaliserat lymfom behandlas ej om ej symptomgivande hos patient med lågmalignt lymfom. Vid symptom ges cytostatika/cytostatikakombinatiner i syfte att trycka tillbaka lymfomet men behandlingen är i princip ej botande. För högmaligna lymfom ges cytostatikakombinationer ofta tillsammans med CD20 antikroppar (Mabthera). För den vanligaste typen av högmalignt lymfom, så kallat diffust storcelligt B-cells lymfom är idag "golden standard" så kallat R-CHOP14. Detta innebär kombinationen Rituximab (CD20 antikropp), Cyklofosfamid, Hydroxydaunorubicin (=doxorubicin), Oncovin och Prednison (Deltison) givet var 14:e dag. Det är visat att nu 6 behandlingar ger lika bra resultat som 8 (Pfreundschuh presentation ASH 2005). Mer än hälften av alla patienter botas på detta sätt. Vid återfall kan autolog blodstamcellstransplantation bli aktuellt hos yngre patienter.

## Prognos
De lågmaligna lymfomen är svåra att bota, men är långsamväxande sjukdomar, vilka inte behöver påverka patientens överlevnad. Liksom vid kronisk lymfatisk leukemi ges behandling först då symptom kommer. Vid de högmaligna lymfomen ges intensiv cytostatikabehandling och vid återfall även benmärgstransplantation. Detta kan leda till bot hos 40-60 % av patienterna. Överlevnaden är generellt sämre vid NHL än vid Hodgkins sjukdom. Det föreligger dock stora skillnader mellan olika typer av NHL.